# Museu d'Art d'Honolulu
El Museu d'Art d'Honolulu (Honolulu Museum of Art, abans conegut com a Acadèmia de les Arts d'Honolulu, Honolulu Academy of Arts) és un museu fundat per Anna Cooke Rice, que va voler compartir el seu amor per l'art amb el poble de Honolulu i Hawaii. Des que va obrir les portes el 8 d'abril de 1927, L'Acadèmia ha crescut constantment fins a convertir-se en la major exposició privada de les arts visuals a Hawaii, amb una col·lecció permanent de més de 40.000 obres d'art de tot el món.

## Col·lecció

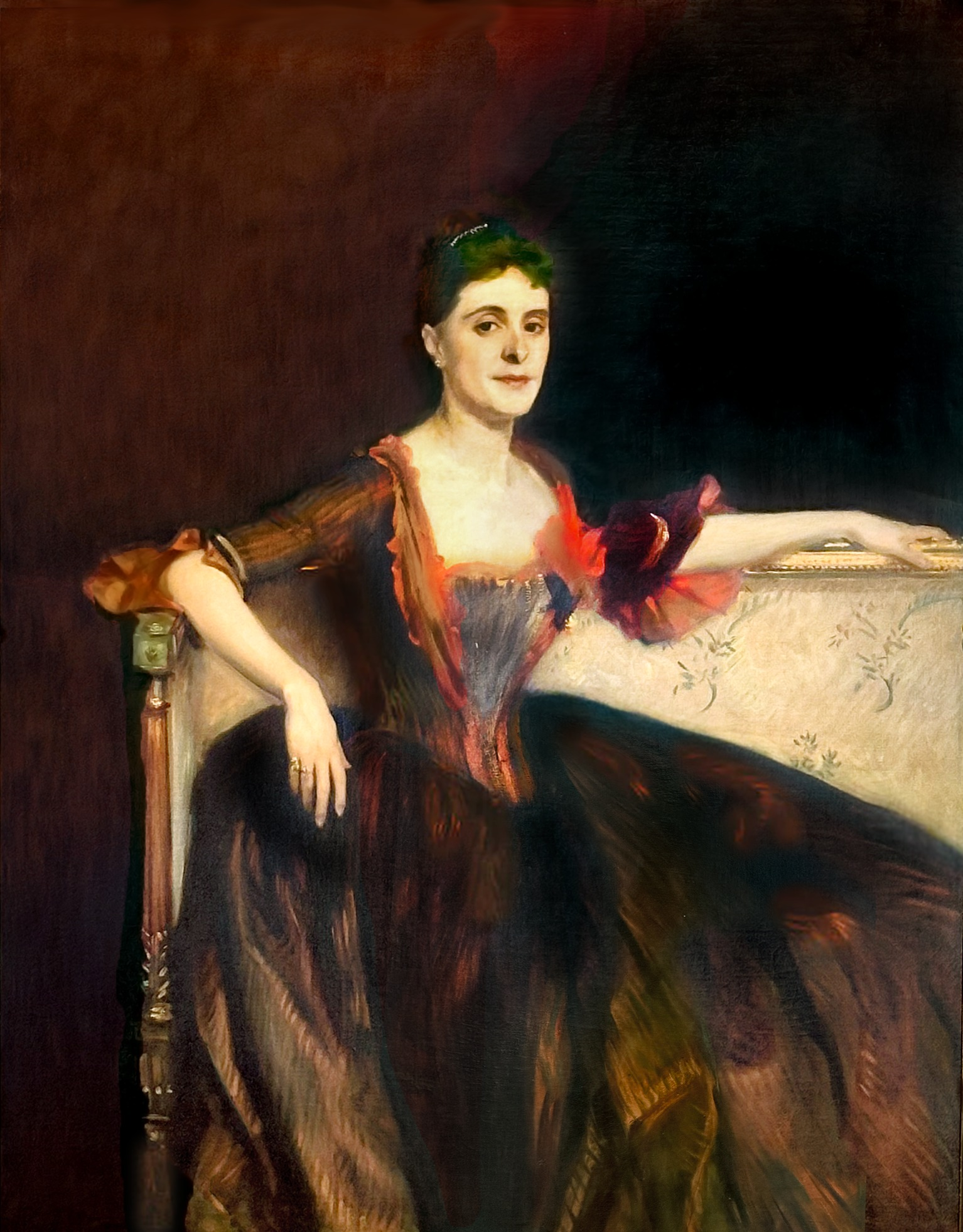
Mrs. Thomas Lincoln Manson Jr (Mary Groot) 1890, per John Singer Sargent. Oli sobre tela (56.06" x 44.25")

El museu té una gran col·lecció d'art asiàtic, especialment art del japó i art xinès. Gran part de la seva col·lecció prové de la col·lecció de renaixement italià de Samuel H. Kress, que també contempla art americà i europeu, així com una col·lecció de més de 23,000 works en paper. També inclou una col·lecció d'ukiyo-es de James A. Michener i art hawaià. El departament d'art europeu i americà conté obres de Josef Albers, Francis Bacon, Edward Mitchell Bannister, Romare Bearden, Jean-Baptiste Belin, Pinturicchio, Abraham van Beyeren, Carlo Bonavia, Pierre Bonnard, François Boucher, Aelbrecht Bouts, Georges Braque, Mary Cassatt, Paul Cézanne, Giorgio de Chirico, Frederic Edwin Church, Jacopo di Cione, Edwaert Colyer, John Singleton Copley, Piero di Cosimo, Gustave Courbet, Carlo Crivelli, Jasper Francis Cropsey, Henri-Edmond Cross, Stuart Davis, Edgar Degas, Eugène Delacroix, Robert Delaunay, Richard Diebenkorn, Arthur Dove, Thomas Eakins, Henri Fantin-Latour, Helen Frankenthaler, Bartolo di Fredi, Paul Gauguin, Vincent van Gogh, Jan van Goyen, Francesco Granacci, Childe Hassam, Hans Hofmann, Pieter de Hooch, Adélaïde Labille-Guiard, Philip Guston, William Harnett, George Inness, Alex Katz, Paul Klee, Nicolas de Largillière, Sir Thomas Lawrence, Fernand Léger, Morris Louis, Maximilien Luce, Alessandro Magnasco, Robert Mangold, the Master of 1518, Henri Matisse, Pierre Mignard, Amedeo Modigliani, Claude Monet, Thomas Moran, Giovanni Battista Moroni, Robert Motherwell, Alice Neel, Kenneth Noland, Georgia O'Keeffe, Amédée Ozenfant, Charles Willson Peale, James Peale, Pablo Picasso, Camille Pissarro, Fairfield Porter, Robert Rauschenberg, Odilon Redon, Diego Rivera, George Romney, Francesco de' Rossi (Il Salviati), Carlo Saraceni, John Singer Sargent, Gino Severini, Frank Stella, Gilbert Stuart, Thomas Sully, Yves Tanguy, Jan Philips van Thielen, Giovanni Domenico Tiepolo, Bartolomeo Vivarini, Maurice de Vlaminck, William Guy Wall and James McNeill Whistler. The collection also includes three-dimensional works by Alexander Archipenko, Leonard Baskin, Lee Bontecou, Émile Antoine Bourdelle, Alexander Calder, Dale Chihuly, John Talbott Donoghue, Jacob Epstein, Jun Kaneko, Gaston Lachaise, Wilhelm Lehmbruck, Jacques Lipschitz, Claude Michel, Henry Moore, Elie Nadelman, George Nakashima, Louise Nevelson, Isamu Noguchi, Hiram Powers, George Rickey, Auguste Rodin, James Rosati, Augustus Saint-Gaudens, Lucas Samaras, David Smith, Mark di Suvero i Jack Zajac. La col·lecció permanent té 32 galeries i 6 edificis.